# Phaeoparia
Phaeoparia is een geslacht van rechtvleugeligen uit de familie Romaleidae. De wetenschappelijke naam van dit geslacht is voor het eerst geldig gepubliceerd in 1873 door Stål.

## Soorten
Het geslacht Phaeoparia omvat de volgende soorten:
- Phaeoparia aequatorialis Giglio-Tos, 1898
- Phaeoparia amblyceps Hebard, 1923
- Phaeoparia bicolor Hebard, 1923
- Phaeoparia carrascoi Carbonell, 2002
- Phaeoparia depressicornis Bruner, 1907
- Phaeoparia lineaalba Linnaeus, 1758
- Phaeoparia megacephala Brunner von Wattenwyl, 1861
- Phaeoparia monnei Carbonell, 2002
- Phaeoparia phrygana Jago, 1980
- Phaeoparia rondoni Carbonell, 2002
- Phaeoparia tingomariae Carbonell, 2002